# Exposition (Geographie)

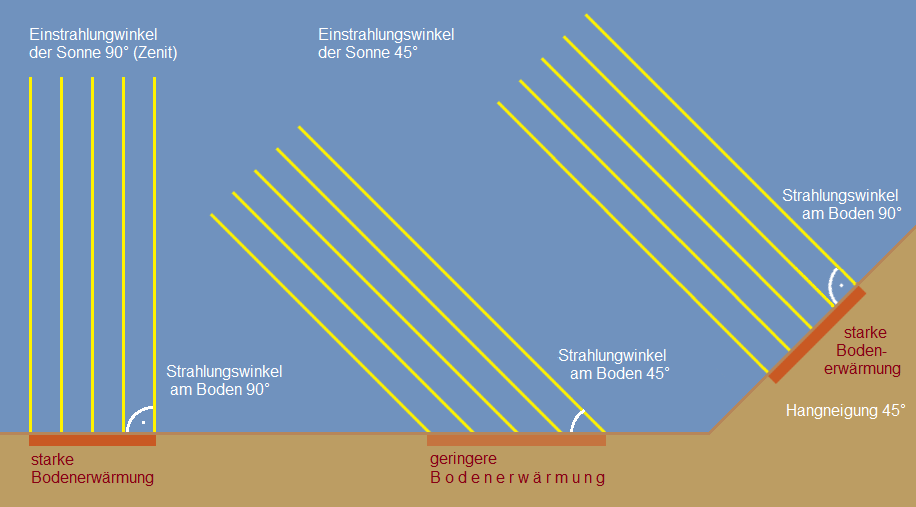
Strahlungswinkel und Sonnenexposition der Erdoberfläche

Als Exposition wird in der Bodenkunde und Geographie die Lage eines Hanges bezüglich der Himmelsrichtung bzw. der Einfallsrichtung der mittäglichen Sonnenstrahlen bezeichnet. Die Expositionsrichtung kann zahlenmäßig angegeben werden als Richtung der Flächennormale in Grad, bezogen auf die Nordrichtung:
- Exposition = 0° bedeutet einen Hang, der nach Norden ausgerichtet ist (Nordhang, auf der Nordhalbkugel auch als „Schatt-“ oder „Schattenseite“ bezeichnet); auf einem Berggipfel stehend ist es der Hang, der beim Blick nach Norden genau unter einem selbst liegt.[1]
- Exposition = 90°: Osthang, Hang mit viel Morgensonne
- Exposition = 180°: Südhang, „Sonnseite“ auf der Nordhalbkugel
- Exposition = 270°: Westhang, Hang mit viel Abendsonne (dafür aber in Mitteleuropa am meisten den Witterungseinflüssen ausgesetzt).
- Zwischenwerte (auf 5° oder 10° gerundet) werden u. a. in bodenkundlichen Datenbanken verspeichert.

Als Eigenschaftswort wird das Wort „exponiert“ verwendet, z. B.: südlich exponiert. 
In der Topografie und Geomorphologie spielen auch die Hangneigung und die Richtung der Falllinie eine Rolle für die Exposition.  
Die Exposition hat vor allem bei steilen Hängen (etwa in den Alpen) großen Einfluss auf das lokale Klima und die Vegetation der jeweiligen Höhenstufe. Daher haben sich die Bergbauern dort vor allem in der Frühzeit und im Mittelalter meist nach der Exposition der Hänge gerichtet: Südhänge wurden für Siedlungen und Anbauflächen verwendet, Nordhänge blieben bewaldet. Dementsprechend findet man auch in vielen Gegenden Orts- oder Riednamen wie „Sonnenseite“ und „Sonnenberg“ bzw. „Schattenseite“.
Auch bei der Beurteilung der Lawinengefahr spielt die Exposition eine Rolle.